# Xiulet per a gossos (política)

Des d'un punt de vista nativista, l'eslògan de la campanya presidencial de Donald Trump, usat també per Ronald Reagan en la seva campanya electoral de 1980, és un xiulet per a gossos.

En política, xiulet per a gossos o política de xiulet de gos — de l'anglès dog-whistle politics — es refereix al llenguatge en codi de doble sentit que usen els polítics per aconseguir el suport d'un públic més ampli en la seva candidatura atraient audiència política desitjada sense provocar la ira d'audiències oposades. El terme fa una al·lusió analògica a la forma similar a com funcionen els xiulets ultrasònics per gossos que s'utilitzen en el pasturatge d'ovelles, el qual emet freqüències que no són dins l'espectre d'audició humana però que sí que són audibles per gossos pastors. Funcionen usant un llenguatge que té significats normals per la majoria de la població, però que pot tenir un significat implícit molt específic per al subgrup al qual es dirigeixen. S'utilitzen per evitar l'atenció dels opositors o que als polítics se'ls etiqueti com políticament incorrectes, al mateix temps que es transmeten missatges relacionats amb assumptes sensibles que poden ser objecte d'oposició.